# Monte Compatri - Pantano (métro de Rome)
Monte Compatri - Pantano est une station terminus de la ligne C du métro de Rome. Elle est située sur le territoire de la commune de Monte Compatri hors de la ville de Rome.

## Situation sur le réseau
Établie en aérien, la station Monte Compatri - Pantano est l'un des terminus de la ligne C du métro de Rome, après la station Graniti, en direction de Lodi, lors de l'ouverture de l'exploitation de la section de Parco di Centocelle à Monte Compatri - Pantano.

## Histoire
La station Monte Compatri - Pantano est mise en service le 9 novembre 2014.

## La station

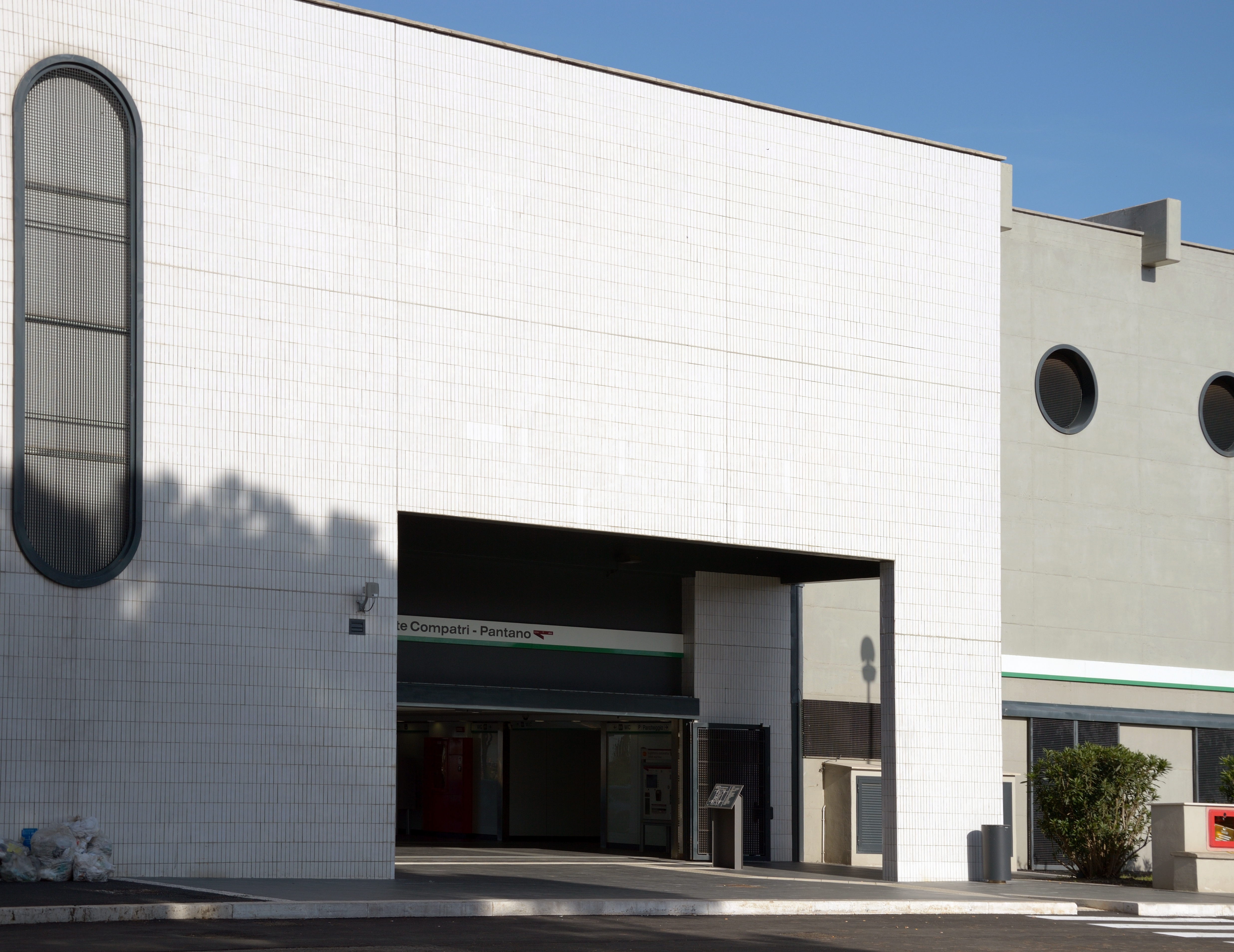
Entrée
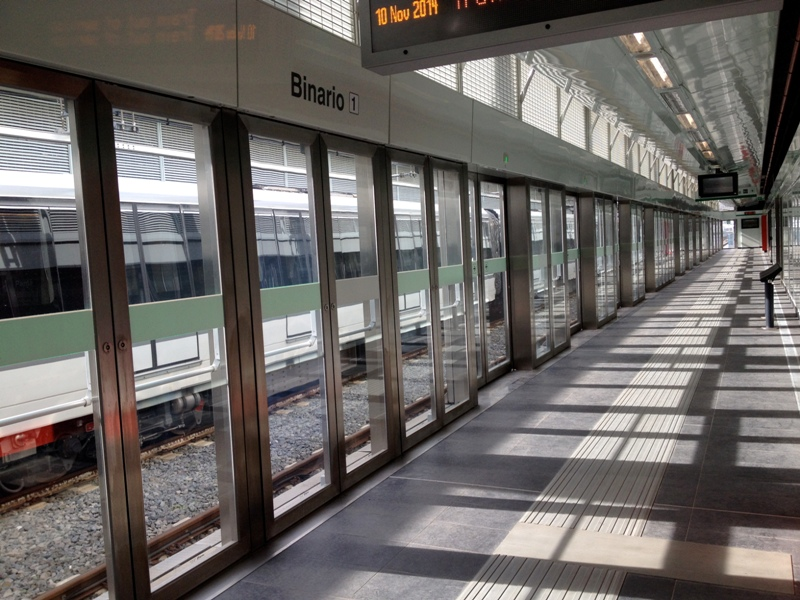
Quai.
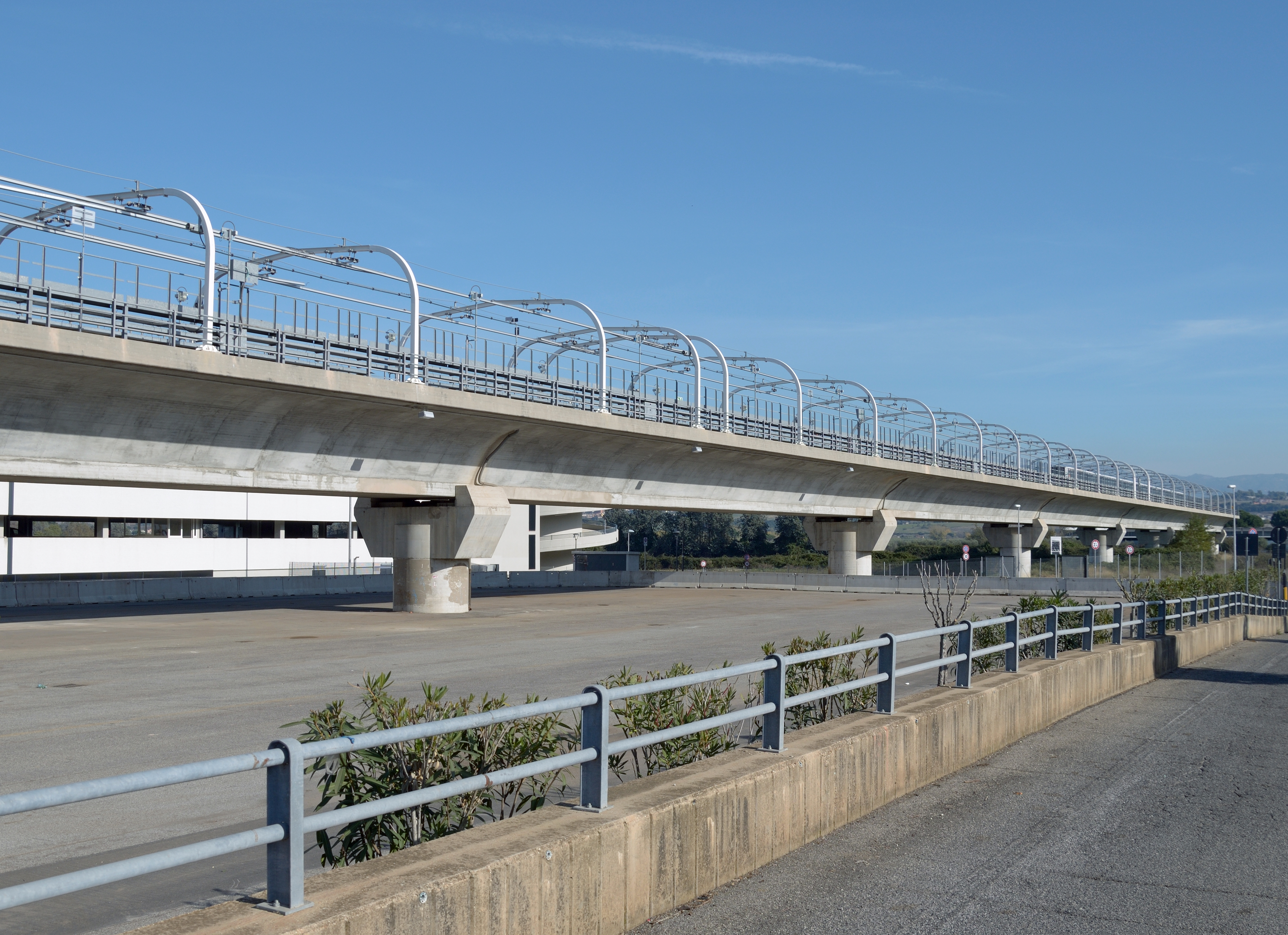
La ligne en viaduc.

## Lieux desservis
Monte Compatri - Pantano est située dans la ville de Monte Compatri, donc à l'heure actuelle c'est la seule station du métro de Rome qui se trouve hors de la commune de la capitale italienne.